# بخش ژانسی
بخش ژانسی (به انگلیسی: Jhansi district) یک منطقهٔ مسکونی در هند است که در Jhansi division واقع شده‌است. بخش ژانسی ۵٬۰۲۴ کیلومتر مربع مساحت و ۱٬۹۹۸٬۶۰۳ نفر جمعیت دارد.